# Джорджина (родовище)
Джорджи́на (англ. Georgina Basin) — один з найбільших фосфоритоносних басейнів у світі, розташований в Австралії, в штаті Квінсленд і Північній Території.

## Характеристика
Довжина басейну понад 1000 км, площа близько 300 тис. км². Запаси фосфоритів 3360 млн т. 10 пластів потужністю 0,5…9 м. Вміст Р2О5 18 %. Основні родовища: Дачесс, Леді-Анна, Леді-Джейн, Шеррін-Крік, Лілі-Крік, Ді-Трі, Ріверслі, Фантом Гілс, Фосфат-Гілл та інші.

## Технологія розробки
Родовище розробляється підземним способом та кар'єрами. Збагачення руди проводиться мокрою та пневмосепарацією з наступною флотацією. Вміст Р2О5 в концентраті бл. 32 %.